# برنس، تارن
برنس (به فرانسوی: Brens) یک کمون در فرانسه است که در دپارتمان تارن واقع شده‌است. برنس ۲۲٫۷۹ کیلومتر مربع مساحت دارد ۱۲۸ متر بالاتر از سطح دریا واقع شده‌است.